# Jag kan höra havet
Jag kan höra havet (海がきこえる, Umi ga kikoeru?) är en japansk animerad film från 1993. Den producerades för och premiärsändes i TV-kanalen NTV. Filmen producerades på Studio Ghibli med Tomomi Mochizuki som regissör.
Filmen är en dramafilm med och om ungdomar, relationer och om att snart vara vuxen. Den var en filmbearbetning av Saeko Himuros roman som följetongpublicerades februari 1990–januari 1992 i tidningen Gekkan Animage.

## Synopsis
Efter att hennes föräldrar separerat, följer Tokyo-gymnasisten Rikako Muto något motsträvigt med på att flytta med mamma till den mindre staden Kōchi (på ön Shikoku). Flytten äger rum mitt under pågående skoltermin.
I skolan blir hon bekant med Yutaka Matsuno som presenterar henne för sin bästa vän, Taku Morisaki. Den sydländska, lantliga miljön är dock något helt annat än Tokyo, och Rikako har svårt att finna sig till rätta i sin nya omgivning.

## Rollfigurer

### Huvudpersoner
- Taku Morisaki (japansk röst: Nobuo Tobita)

En 16-årig kille som går i Tokyo gymnasium som jobbar extra i köket på en restaurang. Han lär känna Rikako Muto som flyttat från Tokyo med sin mamma efter en skilsmässa.

## Filmfakta
- Originaltitel: Umi ga kikoeru
- Svensk titel: Jag kan höra havet
- Engelsk/internationell titel: Ocean Waves
- Originalverk: Saeko Himuro
- Regissör: Tomomi Mochizuki
- Manus: Kaori Nakamura (pseudonym för Keiko Niwa)
- Figurdesign och animationschef: Katsuya Kondō
- Ljudansvarig: Yasuo Urakami
- Konstnärlig ledare: Naoya Tanaka
- Musik: Shigeru Nagata, Joe Hisaishi
- Premiär: 1993
- Längd: 72 minuter

Källa: 

## Titlar och distribution
Filmen hade sin ursprungspremiär i japansk TV och har därefter haft premiär på filmfestivaler eller som DVD på ett antal internationella marknader.
Studio Ghibli förberedde filmen för en internationell export med den engelska titeln Ocean Waves, vilket är titeln för filmen i dess DVD-utgåvor i bland annat Storbritannien och Australien. Direktöversättningen av den japanska originaltiteln är annars "Kan höra havet". Inofficiellt var filmen länge känd i den engelskspråkiga världen under titeln I Can Hear the Sea. Den svenska DVD-utgåvan fick titeln Jag kan höra havet, med "Ocean Waves" som undertitel. 
- Japan – 海がきこえる (Umi ga kikoeru, TV 25 december 1993, VHS 199?, LD ????, DVD 8 augusti 2003) (eventuellt privatfilm)
- Hongkong – (Hai Chao Zhi Sheng, DVD 1 april 2004)
- Taiwan – (Hai Chao Zhi Sheng, DVD 15 april 2004)
- Estland – Ookeanilained (festivalbio 7 april 2008)
- Finland – Aaltojen kuohu (festivalbio 24 september 2008, DVD 3 oktober 2008)
- Spanien – Pueco escuchar el mar (DVD 29 oktober 2008)
- Ungern – A tenger zúgása (DVD 24 mars 2009)
- Polen – Szum morza (DVD 20 maj 2009)
- Schweiz – (festivalbio augusti 2009)
- Tyskland – Flüstern des Meeres - Ocean Waves (DVD 12 oktober 2009)
- Storbritannien – Ocean Waves (DVD 25 januari 2010)
- Sverige – Jag kan höra havet (DVD 10 februari 2010[2])
- Australien – Ocean Waves (DVD 9 juni 2010)
- USA – Ocean Waves (29 december 2011)

Källor: 